# Liste der Kulturdenkmale in Kiel-Düsternbrook
In der Liste der Kulturdenkmale in Kiel-Düsternbrook sind alle Kulturdenkmale des Stadtteils Düsternbrook der schleswig-holsteinischen Landeshauptstadt Kiel aufgelistet (Stand: 30. Juni 2025).
Die Bodendenkmale sind in der Liste der Bodendenkmale in Kiel aufgeführt.

## Legende
In den Spalten befinden sich folgende Informationen:
- Objekt-ID: die Nummer des Kulturdenkmales
- Lage: die Adresse des Kulturdenkmales und die geographischen Koordinaten. Kartenansicht, um Koordinaten zu setzen. In der Kartenansicht sind Kulturdenkmale ohne Koordinaten mit einem roten Marker dargestellt und können in der Karte gesetzt werden. Kulturdenkmale ohne Bild sind mit einem blauen Marker gekennzeichnet, Kulturdenkmale mit Bild mit einem grünen Marker.
- Offizielle Bezeichnung: Bezeichnung des Kulturdenkmales
- Beschreibung: die Beschreibung des Kulturdenkmales
- Bild: ein Bild des Kulturdenkmales

## Sachgesamtheiten
| Objekt-ID      | Lage | Offizielle Bezeichnung                          | Beschreibung | Bild                             |
| -------------- | --- | ----------------------------------------------- | --- | -------------------------------- |
| 30514          | Arnold-Heller-Straße 14, Brunswiker Straße 2, Hegewischstraße 2, 3, Michaelisstraße 1, 5, 11, 16, Niemannsweg 11-11a, Rosalind Franklin-Straße 12 (54° 19′ 48″ N, 10° 8′ 43″ O) | Universitätsklinikum Schleswig-Holstein         | Universitätsklinikum Schleswig-Holstein; 1860-1961; Campus-Anlage mit locker verteilten Einzelgebäuden, vier historistische Gelbsteingebäude des letzten Drittels 19. Jh.: Universitätsfrauenklinik, Medizinische Universitätsklinik, Universitätsbibliothek und Zoologisches Museum; gegen Ende des Jahrhunderts und nach der Jahrhundertwende Gruppe von drei späthistoristischen Rotsteinbauten: Augenklinik, Alte Chirurgie und Pathologisches Institut; zwischen den Kriegen ehem. Landwirtschaftliches Institut, Backsteinbau der Heimatschutzarchitektur; nach dem Zweiten Weltkrieg zwei mehrgeschossige Flachdachbauten mit Rasterfassaden in Skelettbauweise: HNO-Klinik mit Gartenpavillon und Orthopädische und Poliklinik - Begründung: geschichtlich, künstlerisch, städtebaulich - Schutzumfang: ehem. Institut für Landwirtschaft mit Einfriedung (Niemannsweg 11- 11a), Medizinische Universitätsklinik (Rosalind-Franklin-Straße 12), HNO-Klinik: Klinikgebäude mit Gartenpavillon (Arnold-Heller-Straße 14), Alte Universitätsbibliothek (Brunswiker Straße 2), Universitäts Augenklinik (Hegewischstraße 2), Zoologisches Museum der CAU (Hegewischstraße 3), Orthopädische Universitätsklinik/Poliklinik (Michaelisstraße 1), Alte Chirurgie (Michaelisstraße 5), Pathologisches Institut der Universität (Michaelisstraße 11), Universitäts-Frauenklinik (Michaelisstraße 16) | weitere Fotos \| Fotos hochladen |
| 50328          | Düsternbrooker Weg 1 (54° 19′ 43″ N, 10° 8′ 46″ O) | Kunsthalle zu Kiel                              | Kunsthalle zu Kiel; Hauptgebäude 1907-1909 von Georg Lohr als dreigeschossiger langgestreckter Bau mit Muschelkalkfassade unter Mansarddach errichtet, Wiederaufbau 1958 mit gläsernem Eingangstrakt und flachem Walmdach; rückwärtig u-förmiger Erweiterungsbau, 1983-1986 von Jungjohann, Hoffmann und Krug, zweigeschossig mit Sheddach angeschlossen; vor dem modernen Eingangstrakt zwei Wisentskulpturen von August Gaul, 1910 und 1913 - Begründung: geschichtlich, wissenschaftlich, künstlerisch, städtebaulich - Schutzumfang: Kunsthalle, Erweiterungsbau Kunsthalle, Skulpturen „Zwei Wisente“ | weitere Fotos \| Fotos hochladen |
| 55223          | Düsternbrooker Weg 92 (54° 20′ 11″ N, 10° 9′ 18″ O) | Innenministerium                                | Innenministerium; 1979–83, Meinhard von Gerkan, Volkwin Marg, Ulrich Brien; mehrflügeliger, zwei- bis sechsgeschossiger Klinkerbau mit Flachdächern, strenge Rastergliederung und horizontale Ausrichtung zur Förde; gestaltete Frei- und Grünflächen mit Feuchtbiotop - Begründung: geschichtlich, künstlerisch, städtebaulich - Schutzumfang: Innenministerium, Frei- und Grünflächen | BW                               |
| 40023 Wikidata | Düvelsbeker Weg 46 (54° 20′ 51″ N, 10° 8′ 27″ O) | Forstbaumschule                                 | Forstbaumschule; 1788 als staatliche Forstlehranstalt und Baumschule durch August Niemann begründet, seit Anfang des 20. Jahrhunderts öffentlicher Park; die Anlage bestimmt von großen Rasenflächen, verschlungener Wegeführung und altem, teilweise exotischem Baumbestand; im nordwestlichen Teil des Parks Gastwirtschaft Forstbaumschule, 1904/05, Städtisches Hochbauamt nach Entwurf J. Pregyn, zweigeschossiger Wohn- und Wirtschaftsteil unter Schopfwalmdach in Backstein- und Fachwerkbauweise, breitgelagerter Restaurantteil unter Walmdach mit umlaufender Veranda - Begründung: geschichtlich, künstlerisch, städtebaulich, Kulturlandschaft prägend - Schutzumfang: Gastwirtschaft „Forstbaumschule“ mit zwei Linden vor der Wirtschaft, Konzertmuschel, Getränkepavillon; Forstbaumschule mit Teich in der Forstbaumschule, Graben der Düvelsbek mit aufgestauten Teichen | weitere Fotos \| Fotos hochladen |
| 50705          | Niemannsweg 16 (54° 20′ 2″ N, 10° 8′ 40″ O) | Pauluskirche                                    | Pauluskirche, ehem. Garnisonskirche; 1879-1882, Intendanturstelle der Marinestation Ostsee (von Gotzkow/Gießel); neugotische Backsteinkirche mit Ausstattung in Form einer dreischiffigen kreuzrippengewölbten Hallenkirche mit Querschiff, polygonaler Ostapsis mit Kapellenkranz und Westturm; terrassierte Außenanlage mit Treppen, Einfassungsmauern und dekorativen Pfeilern; Denkmal in Form eines Obelisken für Wilhelm Friedrich zu Mecklenburg von 1898 - Begründung: geschichtlich, künstlerisch, städtebaulich - Schutzumfang: Pauluskirche mit Ausstattung, Denkmal Friedrich Wilhelm von Mecklenburg, Außenanlagen | weitere Fotos \| Fotos hochladen |
| 11954          | Niemannsweg 147 (54° 20′ 38″ N, 10° 8′ 46″ O) | Psychiatrische und Nervenklinik der Universität | Psychiatrische und Nervenklinik; 1899-1901, Architekt G. F. Lohr / Baurat Brinckmann, Vorentwürfe Georg Thür; symmetrische Anlage im Pavillonsystem um begrüntes Hofareal, Haupthaus und ehem. Wirtschaftsgebäude in Vertikalachse, übrige Gebäude in nach Geschlechtern zugeordneten Bereichen, Putzbauten mit Ziegeldekor und historisierenden Elementen, Flügelbauten des Haupthauses 2. Hälfte 20. Jh. durch veränderte Neubauten ersetzt - Begründung: geschichtlich, wissenschaftlich, künstlerisch, städtebaulich - Schutzumfang: Hauptgebäude, ehem. Isolierhaus für Frauen, ehem. Wirtschaftsgebäude, ehem. Männervilla, ehem. Frauenvilla, ehem. Isolierhaus für Männer, ehem. Kesselhaus, Freiflächen, Einfriedungen, Treppenanlage | weitere Fotos \| Fotos hochladen |

## Mehrheit von baulichen Anlagen
| Objekt-ID | Lage                                                      | Offizielle Bezeichnung    | Beschreibung | Bild                             |
| --------- | --------------------------------------------------------- | ------------------------- | --- | -------------------------------- |
| 45349     | Moltkestraße 53, 55, 57 (54° 20′ 27″ N, 10° 8′ 40″ O)     | Villen Moltkestraße 53-57 | Villen Moltkestraße 53-57; 1903-1906, Wilhelm Voigt und Ernst Stoffers; drei giebelständige, zweigeschossige Putzvillen über hohem Sockelgeschoss, Fassaden durch Erker, Fachwerk und Sgraffito belebt - Begründung: geschichtlich, städtebaulich - Schutzumfang: Villen Moltkestraße 53, 55, 57                                                                              | BW                               |
| 50702     | Roonstraße 7, 9, 11, 12, 14 (54° 20′ 46″ N, 10° 8′ 51″ O) | Villen Roonstraße         | Villen Roonstraße; um 1905, Hans Beissel und Hans Schnittger; Baugruppe von fünf giebelständigen zweigeschossigen Putzvillen unter ausgebauten Satteldächern, die Bauten durch Risalite und Erker gegliedert, die Fassaden durch Putzzier und Fachwerk bereichert - Begründung: geschichtlich, künstlerisch, städtebaulich - Schutzumfang: Villen Roonstraße 7, 9, 11, 12, 14 | weitere Fotos \| Fotos hochladen |

## Bauliche Anlagen und Gründenkmale
| Objekt-ID      | Lage                                                                   | Offizielle Bezeichnung                                         | Beschreibung | Bild                             |
| -------------- | ---------------------------------------------------------------------- | -------------------------------------------------------------- | --- | -------------------------------- |
| 8935           | Arnold-Heller-Straße 14 (54° 19′ 45″ N, 10° 8′ 34″ O)                  | HNO-Klinik: Klinikgebäude                                      | HNO-Klinik: Klinikgebäude; 1955-1957, Landesbauamt Kiel II, viergeschossiger Flachdachbau über stumpfwinkligem Grundriss, Rasterfassade, nach Süden konkav einschwingend; runder Gartenpavillon - Begründung: geschichtlich, künstlerisch - Schutzumfang: HNO-Klinik: Klinikgebäude, Gartenpavillon - Denkmaltyp: Bauliche Anlage, Sachgesamtheit: Universitätsklinikum Schleswig-Holstein | Fotos hochladen                  |
| 9527           | Arwed-Emminghaus-Weg 6 (54° 20′ 9″ N, 10° 9′ 12″ O)                    | ehem. Marineakademie, Kommandeurshaus                          | Alteintragung (Aktualisierung vorgesehen) - Begründung: Alteintragung (Aktualisierung vorgesehen) - Schutzumfang: Alteintragung (Aktualisierung vorgesehen) - Denkmaltyp: Bauliche Anlage | weitere Fotos \| Fotos hochladen |
| 3184 Wikidata  | Arwed-Emminghaus-Weg 11 (54° 20′ 8″ N, 10° 9′ 18″ O)                   | ehem. Marine-Nachrichten-Versuchsanstalt (Wasserschutzpolizei) | Wasserschutzpolizei; Alteintragung (Aktualisierung vorgesehen) - Begründung: geschichtlich, künstlerisch, städtebaulich - Schutzumfang: gesamtes Objekt - Denkmaltyp: Bauliche Anlage | Fotos hochladen                  |
| 37314          | Bismarckallee 6 (54° 20′ 46″ N, 10° 9′ 2″ O)                           | Wohnhaus                                                       | Wohnhaus; 1955, Architekt Fritz Pinnau; zweigeschossiger Putzbau mit flachem Walmdach und seitlichem Garagenanbau, Sprossenfenster mit Klappläden, bauzeitliche Einfriedung mit zwei Toren - Begründung: geschichtlich, städtebaulich - Schutzumfang: Wohnhaus, Einfriedung - Denkmaltyp: Bauliche Anlage | BW                               |
| 10639          | Bismarckallee 19 (54° 20′ 49″ N, 10° 8′ 55″ O)                         | Villa                                                          | Villa; 1905 von Johann Theede; giebelständiger zweigeschossiger Putzbau unter steilem ausgebautem Satteldach, Front durch Natursteinverkleidung, Fachwerk, Erker und Loggia belebt - Begründung: geschichtlich, städtebaulich - Schutzumfang: gesamtes Objekt - Denkmaltyp: Bauliche Anlage | BW                               |
| 10638          | Bismarckallee 27 (54° 20′ 48″ N, 10° 8′ 49″ O)                         | Einfamilienhaus                                                | Alteintragung (Aktualisierung vorgesehen) - Begründung: geschichtlich, künstlerisch - Schutzumfang: gesamtes Äußeres - Denkmaltyp: Bauliche Anlage | Fotos hochladen                  |
| 10636          | Bismarckallee 32 (54° 20′ 51″ N, 10° 8′ 53″ O)                         | Villa                                                          | Alteintragung (Aktualisierung vorgesehen) - Begründung: Alteintragung (Aktualisierung vorgesehen) - Schutzumfang: Alteintragung (Aktualisierung vorgesehen) - Denkmaltyp: Bauliche Anlage | Fotos hochladen                  |
| 22869          | Bismarckallee 32 (54° 20′ 51″ N, 10° 8′ 53″ O)                         | Vorgartenzaun                                                  | Alteintragung (Aktualisierung vorgesehen) - Begründung: Alteintragung (Aktualisierung vorgesehen) - Schutzumfang: Alteintragung (Aktualisierung vorgesehen) - Denkmaltyp: Bauliche Anlage | Fotos hochladen                  |
| 3161           | Brunswiker Straße 2 (54° 19′ 39″ N, 10° 8′ 38″ O)                      | Alte Universitätsbibliothek                                    | Alte Universitätsbibliothek; 1881–1884 von Martin Gropius und Heino Schmieden (Berlin); zweigeschossiger Backsteinbau auf hohem Sockel, Dachlaterne, reiche Backsteingliederung - Begründung: geschichtlich, künstlerisch, städtebaulich - Schutzumfang: gesamtes Objekt - Denkmaltyp: Bauliche Anlage, Sachgesamtheit: Universitätsklinikum Schleswig-Holstein | Fotos hochladen                  |
| 9379           | Brunswiker Straße 16–22 (54° 19′ 43″ N, 10° 8′ 26″ O)                  | ehem. Sozialministerium                                        | Alteintragung (Aktualisierung vorgesehen) - Begründung: künstlerisch, städtebaulich - Schutzumfang: gesamtes Objekt - Denkmaltyp: Bauliche Anlage | Fotos hochladen                  |
| 11721          | Caprivistraße 3–5 (54° 20′ 26″ N, 10° 8′ 58″ O)                        | Doppelhaus                                                     | Alteintragung (Aktualisierung vorgesehen) - Begründung: geschichtlich, künstlerisch - Schutzumfang: gesamtes Objekt - Denkmaltyp: Bauliche Anlage | Fotos hochladen                  |
| 10526          | Caprivistraße 21 (54° 20′ 23″ N, 10° 8′ 51″ O)                         | Wohnhaus                                                       | Alteintragung (Aktualisierung vorgesehen) - Begründung: geschichtlich, künstlerisch - Schutzumfang: gesamtes Objekt - Denkmaltyp: Bauliche Anlage | Fotos hochladen                  |
| 8472           | Düppelstraße 18 (54° 20′ 18″ N, 10° 8′ 41″ O)                          | Villa                                                          | Alteintragung (Aktualisierung vorgesehen) - Begründung: geschichtlich, städtebaulich - Schutzumfang: gesamtes Objekt - Denkmaltyp: Bauliche Anlage | Fotos hochladen                  |
| 49675          | Düppelstraße 19 (54° 20′ 17″ N, 10° 8′ 46″ O)                          | Wohnhaus                                                       | Wohnhaus; 1911; zweigeschossiger giebelständiger Backsteinbau unter Satteldach, Standerker mit Säulenmotiv in Putzoptik - Begründung: geschichtlich, städtebaulich - Schutzumfang: gesamtes Objekt - Denkmaltyp: Bauliche Anlage | BW                               |
| 27831          | Düppelstraße 20 (54° 20′ 18″ N, 10° 8′ 40″ O)                          | Wohnhaus                                                       | Alteintragung (Aktualisierung vorgesehen) - Begründung: geschichtlich, künstlerisch, städtebaulich - Schutzumfang: Alteintragung (Aktualisierung vorgesehen) - Denkmaltyp: Bauliche Anlage | Fotos hochladen                  |
| 10187          | Düppelstraße 23 (54° 20′ 16″ N, 10° 8′ 42″ O)                          | Polizeigebäude (ehem. Wohnhaus)                                | Alteintragung (Aktualisierung vorgesehen) - Begründung: geschichtlich, künstlerisch - Schutzumfang: gesamtes Objekt - Denkmaltyp: Bauliche Anlage | Fotos hochladen                  |
| 9857           | Düppelstraße 26 (54° 20′ 18″ N, 10° 8′ 37″ O)                          | Wohn- und Bürohaus                                             | Alteintragung (Aktualisierung vorgesehen) - Begründung: geschichtlich, künstlerisch - Schutzumfang: gesamtes Objekt - Denkmaltyp: Bauliche Anlage | Fotos hochladen                  |
| 3181           | Düppelstraße 28 (54° 20′ 18″ N, 10° 8′ 36″ O)                          | Haus Schnittger                                                | Alteintragung (Aktualisierung vorgesehen) - Begründung: geschichtlich, künstlerisch - Schutzumfang: gesamtes Objekt - Denkmaltyp: Bauliche Anlage | Fotos hochladen                  |
| 3179           | Düsternbrooker Weg 1 (54° 19′ 42″ N, 10° 8′ 46″ O)                     | Skulpturen „Zwei Wisente“                                      | Skulptur „Zwei Wisente“, 1910 und 1913 von Bildhauer August Gaul, zwei lebensgroße liegende Wisente auf je einer rechteckiger Plinthe aus Muschelkalkstein - Begründung: geschichtlich, künstlerisch - Schutzumfang: gesamtes Objekt - Denkmaltyp: Bauliche Anlage, Sachgesamtheit: Kunsthalle zu Kiel | Fotos hochladen                  |
| 3183 Wikidata  | Düsternbrooker Weg 1 (54° 19′ 43″ N, 10° 8′ 46″ O)                     | Kunsthalle                                                     | Kunsthalle; 1907-1909 von Georg Lohr; dreigeschossiger langgestreckter Bau unter flachem Walmdach, Muschelkalkfassade mit Jugendstil-Relieffeldern, Wiederaufbau nach Kriegsschäden 1958 mit gläsernem Eingangstrakt und geschwungener Treppenanlage - Begründung: geschichtlich, künstlerisch, städtebaulich - Schutzumfang: gesamtes Objekt - Denkmaltyp: Bauliche Anlage, Sachgesamtheit: Kunsthalle Kiel | weitere Fotos \| Fotos hochladen |
| 50326          | Düsternbrooker Weg 1 (54° 19′ 43″ N, 10° 8′ 45″ O)                     | Erweiterungsbau Kunsthalle                                     | Kunsthalle: Erweiterungsbau; 1982-1986 von Jungjohann, Hoffmann und Krug; zweigeschossiger U-förmiger Bau in Stahlbetonkonstruktion unter Sheddach, die Fassade durch Verkleidung mit grauen Betonsteinen und großformatigen Fenstern in schwarzen Stahlrahmen bestimmt - Begründung: geschichtlich, wissenschaftlich, künstlerisch, städtebaulich - Schutzumfang: gesamtes Objekt - Denkmaltyp: Bauliche Anlage, Sachgesamtheit: Kunsthalle Kiel | BW                               |
| 3182 Wikidata  | Düsternbrooker Weg 17–27 (54° 19′ 50″ N, 10° 8′ 49″ O)                 | Alter Botanischer Garten                                       | Alteintragung (Aktualisierung vorgesehen) - Begründung: geschichtlich, wissenschaftlich, künstlerisch, städtebaulich - Schutzumfang: Alter Botanischer Garten, Gartenzaun am Schwanenweg, Teich, Brücke - Denkmaltyp: Gründenkmal | weitere Fotos \| Fotos hochladen |
| 28811          | Düsternbrooker Weg (54° 20′ 33″ N, 10° 9′ 8″ O)                        | Düsternbrooker Gehölz                                          | Düsternbrooker Gehölz; ab 1773 königlich dänisches Gehege, seit Anfang des 19. Jhdts. Nutzung als Erholungswald der Kieler Bürger; 22 ha große Fläche mit Buchen und Eichenbaumbeständen; bauliche Reste des ehem. Marientempels; zwei Schmuckteiche; Bruchsteinmauer am Düsternbrooker Weg; Gedenkstein für Theodor Storm - Begründung: geschichtlich, städtebaulich, Kulturlandschaft prägend - Schutzumfang: Düsternbrooker Gehölz, Mondspiegel, Dianenspiegel, Gedenkstein Theodor Storm, Bruchsteinmauer, ehem. Marientempel - Denkmaltyp: Gründenkmal                                                       | weitere Fotos \| Fotos hochladen |
| 11238          | Düsternbrooker Weg 17–27 (54° 19′ 50″ N, 10° 8′ 49″ O)                 | Aussichtspavillon                                              | Alteintragung (Aktualisierung vorgesehen) - Begründung: Alteintragung (Aktualisierung vorgesehen) - Schutzumfang: Alteintragung (Aktualisierung vorgesehen) - Denkmaltyp: Bauliche Anlage | weitere Fotos \| Fotos hochladen |
| 11239          | Düsternbrooker Weg 17–27 (54° 19′ 50″ N, 10° 8′ 49″ O)                 | ehem. Pumpenhaus                                               | Alteintragung (Aktualisierung vorgesehen) - Begründung: Alteintragung (Aktualisierung vorgesehen) - Schutzumfang: Alteintragung (Aktualisierung vorgesehen) - Denkmaltyp: Bauliche Anlage | Fotos hochladen                  |
| 11241          | Düsternbrooker Weg 17–27 (54° 19′ 49″ N, 10° 8′ 49″ O)                 | Restbestand Gewächshauskomplex „Topfhaus“                      | Alteintragung (Aktualisierung vorgesehen) - Begründung: geschichtlich, wissenschaftlich, künstlerisch, städtebaulich - Schutzumfang: Restbestand Gewächshauskomplex „Topfhaus“ - Denkmaltyp: Bauliche Anlage | Fotos hochladen                  |
| 11243          | Düsternbrooker Weg 17 (54° 19′ 50″ N, 10° 8′ 49″ O)                    | Hörsaalgebäude des ehem. Botanischen Instituts                 | Alteintragung (Aktualisierung vorgesehen) - Begründung: Alteintragung (Aktualisierung vorgesehen) - Schutzumfang: Alteintragung (Aktualisierung vorgesehen) - Denkmaltyp: Bauliche Anlage | Fotos hochladen                  |
| 28965          | Düsternbrooker Weg 17–27 (54° 19′ 50″ N, 10° 8′ 49″ O)                 | Alte Pflasterstraße                                            | Alteintragung (Aktualisierung vorgesehen) - Begründung: geschichtlich, städtebaulich - Schutzumfang: Alteintragung (Aktualisierung vorgesehen) - Denkmaltyp: Bauliche Anlage | Fotos hochladen                  |
| 11426          | Düsternbrooker Weg 36 (54° 19′ 54″ N, 10° 8′ 57″ O)                    | Villa Karstadt                                                 | Alteintragung (Aktualisierung vorgesehen) - Begründung: künstlerisch, städtebaulich - Schutzumfang: gesamtes Objekt - Denkmaltyp: Bauliche Anlage | Fotos hochladen                  |
| 9493           | Düsternbrooker Weg 64 (54° 20′ 4″ N, 10° 9′ 6″ O)                      | ehem. Marineintendantur (Finanzministerium)                    | Sitz des Finanzministeriums des Landes Schleswig-Holstein; Alteintragung (Aktualisierung vorgesehen) - Begründung: geschichtlich, künstlerisch, städtebaulich - Schutzumfang: Alteintragung (Aktualisierung vorgesehen) - Denkmaltyp: Bauliche Anlage | Fotos hochladen                  |
| 9489 Wikidata  | Düsternbrooker Weg 70 (54° 20′ 7″ N, 10° 9′ 9″ O)                      | ehem. Marineakademie (Landeshaus)                              | Alteintragung (Aktualisierung vorgesehen) - Begründung: Alteintragung (Aktualisierung vorgesehen) - Schutzumfang: Alteintragung (Aktualisierung vorgesehen) - Denkmaltyp: Bauliche Anlage | weitere Fotos \| Fotos hochladen |
| 50333          | Düsternbrooker Weg 92 (54° 20′ 11″ N, 10° 9′ 19″ O)                    | Innenministerium                                               | Innenministerium; 1979–1983 von Meinhard von Gerkan, Volkwin Marg und Ulrich Brien; mehrflügeliger, zwei- bis sechsgeschossiger Klinkerbau mit Flachdächern, strenge Rastergliederung und horizontale Ausrichtung zur Förde; gestaltete Außenanlagen mit Feuchtbiotop - Begründung: geschichtlich, künstlerisch, städtebaulich - Schutzumfang: Innenministerium, - Denkmaltyp: Bauliche Anlage, Sachgesamtheit: Innenministerium | BW                               |
| 10196          | Düsternbrooker Weg 104 (54° 20′ 13″ N, 10° 9′ 19″ O)                   | Landwirtschaftsministerium                                     | In dem Gebäude befindet sich aktuell (Stand 2015) die Staatskanzlei Schleswig-Holstein. Alteintragung (Aktualisierung vorgesehen) - Begründung: Alteintragung (Aktualisierung vorgesehen) - Schutzumfang: Alteintragung (Aktualisierung vorgesehen) - Denkmaltyp: Bauliche Anlage | Fotos hochladen                  |
| 11428 Wikidata | Düsternbrooker Weg 104 (54° 20′ 15″ N, 10° 9′ 19″ O)                   | Pferdeplastik „Meteor“                                         | erinnert an das Rennpferd Meteor; Alteintragung (Aktualisierung vorgesehen) - Begründung: Alteintragung (Aktualisierung vorgesehen) - Schutzumfang: Alteintragung (Aktualisierung vorgesehen) - Denkmaltyp: Bauliche Anlage | weitere Fotos \| Fotos hochladen |
| 44887          | Düsternbrooker Weg 148 (54° 20′ 28″ N, 10° 9′ 20″ O)                   | Haus Welt-Club                                                 | Haus Welt-Club; 1952 von Otto Schnittger und Ernst Stoffers; 1936 als Olympiaheim errichteter Backsteinbau mit Walmdächern auf L-förmigem Grundriss, Wiederaufbau nach Teilzerstörung im Zweiten Weltkrieg in modernisierten Formen mit flachen Walmdächern und charakteristischem verglasten Kopfbau - Begründung: geschichtlich, künstlerisch, städtebaulich - Schutzumfang: gesamtes Objekt - Denkmaltyp: Bauliche Anlage | weitere Fotos \| Fotos hochladen |
| 3166 Wikidata  | Düsternbrooker Weg (54° 20′ 25″ N, 10° 9′ 18″ O)                       | Denkmal „Carl Loewe“                                           | Denkmal für Carl Loewe; Alteintragung (Aktualisierung vorgesehen) - Begründung: geschichtlich, künstlerisch - Schutzumfang: gesamtes Objekt - Denkmaltyp: Bauliche Anlage | weitere Fotos \| Fotos hochladen |
| 3175 Wikidata  | Düsternbrooker Weg (54° 20′ 39″ N, 10° 9′ 14″ O)                       | Seesoldaten-Ehrenmal                                           | Alteintragung (Aktualisierung vorgesehen) - Begründung: geschichtlich, künstlerisch - Schutzumfang: gesamtes Objekt - Denkmaltyp: Bauliche Anlage | weitere Fotos \| Fotos hochladen |
| 29377          | Forstweg 26 (54° 20′ 15″ N, 10° 8′ 36″ O)                              | Wohnhaus                                                       | Wohnhaus; 1905, errichtet für Konsistorialpräsident D. Müller; zweigeschossiger giebelständiger Putzbau auf Klinkersockel unter Satteldach, Fassadengliederung durch Fachwerkelemente und Backsteinerker - Begründung: geschichtlich, städtebaulich - Schutzumfang: Wohnhaus, Einfriedung - Denkmaltyp: Bauliche Anlage | Fotos hochladen                  |
| 9490           | Kiellinie 66 (54° 20′ 20″ N, 10° 9′ 22″ O)                             | Institut für Weltwirtschaft                                    | Alteintragung (Aktualisierung vorgesehen) - Begründung: geschichtlich, künstlerisch, städtebaulich - Schutzumfang: gesamtes Objekt - Denkmaltyp: Bauliche Anlage | Fotos hochladen                  |
| 6467           | Düvelsbeker Weg 46 (54° 19′ 56″ N, 10° 9′ 2″ O)                        | Gastwirtschaft „Forstbaumschule“                               | Gastwirtschaft Forstbaumschule; 1904–1905, Städtisches Hochbauamt, Entwurf J. Pregyn; zweigeschossiger Wohn- und Wirtschaftsteil unter Schopfwalmdach in Backstein- und Fachwerkbauweise, breitgelagerter Restaurantteil unter Walmdach mit umlaufender Veranda; Konzertmuschel; Getränkepavillon; zwei Linden vor der Wirtschaft - Begründung: geschichtlich, künstlerisch, städtebaulich - Schutzumfang: Gastwirtschaft „Forstbaumschule“, zwei Linden vor der Wirtschaft, Konzertmuschel, Getränkepavillon - Denkmaltyp: Bauliche Anlage, Sachgesamtheit: Forstbaumschule                                      | weitere Fotos \| Fotos hochladen |
| 11522          | Düvelsbeker Weg 46 (54° 19′ 56″ N, 10° 9′ 1″ O)                        | Forstbaumschule                                                | Forstbaumschule; 1788 als staatliche Forstlehranstalt und Baumschule durch August Niemann begründet, seit Anfang des 20. Jahrhunderts öffentlicher Park; die Anlage bestimmt von großen Rasenflächen, verschlungener Wegeführung und altem, teilweise exotischem Baumbestand; Graben der Düvelsbeker Au mit aufgestauten Teichen; südwestlich gelegener großer Teich - Begründung: geschichtlich, städtebaulich, Kulturlandschaft prägend - Schutzumfang: Forstbaumschule, Teich in der Forstbaumschule, Graben der Düvelsbek mit aufgestauten Teichen - Denkmaltyp: Gründenkmal, Sachgesamtheit: Forstbaumschule | weitere Fotos \| Fotos hochladen |
| 3203 Wikidata  | Hegewischstraße 3 (54° 19′ 41″ N, 10° 8′ 40″ O)                        | Zoologisches Museum der CAU                                    | Zoologisches Museum der CAU; 1879-1881 von Martin Gropius und Heino Schmieden (Berlin); dreigeschossiger polychromer kubischer Backsteinbau unter flachem Walmdach mit sattelförmigem Oberlicht, Fenster unter Segmentbögen zu Dreiergruppen zusammengefasst, Portal in Mittelachse der östlichen Längsseite - Begründung: geschichtlich, künstlerisch, städtebaulich - Schutzumfang: gesamtes Objekt - Denkmaltyp: Bauliche Anlage, Sachgesamtheit: Universitätsklinikum Schleswig-Holstein | Fotos hochladen                  |
| 6915           | Hohenbergstraße 2 (54° 19′ 58″ N, 10° 8′ 46″ O)                        | Villa                                                          | Alteintragung (Aktualisierung vorgesehen) - Begründung: Alteintragung (Aktualisierung vorgesehen) - Schutzumfang: Alteintragung (Aktualisierung vorgesehen) - Denkmaltyp: Bauliche Anlage | Fotos hochladen                  |
| 11303          | Hohenbergstraße 2–16 (54° 19′ 58″ N, 10° 8′ 46″ O)                     | Zaun des Martius-Gartens                                       | Alteintragung (Aktualisierung vorgesehen) - Begründung: Alteintragung (Aktualisierung vorgesehen) - Schutzumfang: Alteintragung (Aktualisierung vorgesehen) - Denkmaltyp: Bauliche Anlage | Fotos hochladen                  |
| 11304          | Hohenbergstraße 4 (54° 20′ 2″ N, 10° 8′ 48″ O)                         | Garten der Villa Martius                                       | Alteintragung (Aktualisierung vorgesehen) - Begründung: geschichtlich, städtebaulich, Kulturlandschaft prägend - Schutzumfang: Garten der Villa Martius, Zufahrtstor - Denkmaltyp: Gründenkmal | Fotos hochladen                  |
| 28195          | Hohenbergstraße 4 (54° 20′ 0″ N, 10° 8′ 48″ O)                         | Zufahrtsallee                                                  | Alteintragung (Aktualisierung vorgesehen) - Begründung: geschichtlich, städtebaulich, Kulturlandschaft prägend - Schutzumfang: gesamtes Objekt - Denkmaltyp: Gründenkmal | Fotos hochladen                  |
| 30430          | Hohenbergstraße (54° 20′ 2″ N, 10° 8′ 47″ O)                           | Hohenbergstraße: Lindenallee                                   | Alteintragung (Aktualisierung vorgesehen) - Begründung: geschichtlich, städtebaulich - Schutzumfang: gesamtes Objekt - Denkmaltyp: Gründenkmal | Fotos hochladen                  |
| 26659          | Hohenbergstraße (54° 20′ 2″ N, 10° 8′ 47″ O)                           | Hohenbergstraße: Pflasterstraße                                | Alteintragung (Aktualisierung vorgesehen) - Begründung: Alteintragung (Aktualisierung vorgesehen) - Schutzumfang: Alteintragung (Aktualisierung vorgesehen) - Denkmaltyp: Bauliche Anlage | Fotos hochladen                  |
| 11774          | Karolinenweg 11 (54° 20′ 9″ N, 10° 8′ 59″ O)                           | Zweifamilienhaus                                               | Zweifamilienhaus; 1928 von Ernst Prinz; zweigeschossiger traufständiger Backsteinbau unter Walmdach, Mittelachse mit breitem Hauseingang und Gaube betont - Begründung: geschichtlich, städtebaulich - Schutzumfang: gesamtes Objekt - Denkmaltyp: Bauliche Anlage | BW                               |
| 50329          | Kiellinie 5 (54° 19′ 43″ N, 10° 8′ 49″ O)                              | Gästehaus der CAU                                              | Gästehaus der CAU (IBZ); 1988–1989 vom Landesbauamt Kiel II unter Beteiligung der Architekten Hain und Sye; turmartiger Baukörper mit getrepptem Abschluss über länglichem Sockelgeschoss, Stahlbetonkonstruktion mit Ziegelverblendung - Begründung: geschichtlich, städtebaulich - Schutzumfang: gesamtes Objekt - Denkmaltyp: Bauliche Anlage | BW                               |
| 50753          | Kiellinie 60 (54° 20′ 19″ N, 10° 9′ 26″ O)                             | Olympiaringe                                                   | Olympiaringe; 1936; Bauplastik des zerstörten Eingangsgebäudes des Olympiahafens, fünf farbig gefasste olympische Ringe, rechteckige Bronzetafel - Begründung: geschichtlich, künstlerisch, städtebaulich - Schutzumfang: gesamtes Objekt - Denkmaltyp: Teil einer baulichen Anlage | BW                               |
| 27058          | Kiellinie 71 (54° 20′ 24″ N, 10° 9′ 22″ O)                             | Krupp'sche Villa                                               | Krupp’sche Villa; vermutlich um 1910, Umbau 1914 unter Hans Beissel für Gustav Krupp von Bohlen und Halbach; zweigeschossiger giebelständiger Putzbau unter ausgebautem Satteldach, Front mit Seitenrisalit, Altan und jüngerem Polygonalerker; straßenseitig Einfriedungsmauer und Gartenhaus - Begründung: geschichtlich, städtebaulich - Schutzumfang: Krupp’sche Villa, Gartenhaus, Einfriedungsmauer - Denkmaltyp: Bauliche Anlage | BW                               |
| 11233          | Kiellinie 84 (54° 20′ 32″ N, 10° 9′ 19″ O)                             | Villa                                                          | Alteintragung (Aktualisierung vorgesehen) - Begründung: geschichtlich, künstlerisch, städtebaulich - Schutzumfang: gesamtes Objekt - Denkmaltyp: Bauliche Anlage | Fotos hochladen                  |
| 11672          | Kiellinie 93 (54° 20′ 38″ N, 10° 9′ 15″ O)                             | Villa                                                          | Villa; 1891 von Heinrich Moldenschardt; zweigeschossiger Backsteinbau mit Mittelrisalit, Tiefwalmdach, stark gegliederter Bau mit aufwändiger Backsteinornamentik - Begründung: geschichtlich, städtebaulich - Schutzumfang: gesamtes Objekt - Denkmaltyp: Bauliche Anlage | weitere Fotos \| Fotos hochladen |
| 11769          | Kirchenstraße 10 (54° 19′ 57″ N, 10° 8′ 41″ O)                         | ehem. "Louisenheim"                                            | ehem. „Louisenheim“; Architekt: Ernst Stoffers; langgestreckter, zweigeschossiger gelber Backsteinbau unter Walmdach, Eingangsachse durch verglasten Vorbau und vertikale Treppenhausbefensterung betont - Begründung: geschichtlich, städtebaulich - Schutzumfang: gesamtes Objekt - Denkmaltyp: Bauliche Anlage | Fotos hochladen                  |
| 11752          | Klaus-Groth-Platz 1 (54° 19′ 56″ N, 10° 8′ 40″ O)                      | ehem. Krankenhaus „Haus Quickborn“                             | ehem. Krankenhaus „Haus Quickborn“; ͣJohann Sommer; zwei- bis dreigeschossiger dreiflügeliger Putzbau unter ausgebautem Sattel- und Mansarddach, Front mit Terrasse, Loggia und Rundbogenportal. - Begründung: geschichtlich, städtebaulich - Schutzumfang: gesamtes Objekt - Denkmaltyp: Bauliche Anlage | BW                               |
| 11751          | Klaus-Groth-Platz 2 (54° 19′ 56″ N, 10° 8′ 39″ O)                      | Villa                                                          | Villa; vermutlich 1885 von Hans Rowedder für den Präsidenten des Oberlandesgerichts Kiel (?); zweigeschossige, streng symmetrische Putzvilla unter Walmdach, Front mit Mittelrisalit mit übergiebeltem Zwerchhaus und Standerker - Begründung: geschichtlich, städtebaulich - Schutzumfang: gesamtes Äußeres - Denkmaltyp: Bauliche Anlage | BW                               |
| 50678          | Krusenkoppel (54° 20′ 14″ N, 10° 9′ 6″ O)                              | Krusenkoppel                                                   | Krusenkoppel; seit 1903 öffentliche Grünanlage; baumbestandene, hügelige ehem. Koppel; Lindenrondell - Begründung: geschichtlich, städtebaulich, Kulturlandschaft prägend - Schutzumfang: Krusenkoppel, Lindenrondell - Denkmaltyp: Gründenkmal | weitere Fotos \| Fotos hochladen |
| 8491           | Lindenallee 21 (54° 20′ 44″ N, 10° 8′ 56″ O)                           | ehem. Villa (Augenklinik Bellevue)                             | Alteintragung (Aktualisierung vorgesehen) - Begründung: geschichtlich, künstlerisch - Schutzumfang: ehem. große Villa, heute Augenklinik Bellevue; Vorgarten, Einfriedung - Denkmaltyp: Bauliche Anlage | Fotos hochladen                  |
| 11896          | Michaelisstraße 1 (54° 19′ 53″ N, 10° 8′ 39″ O)                        | Orthopädische Universitätsklinik / Poliklinik                  | Orthopädische Universitätsklinik / Poliklinik; 1958-1961 vom Landesbauamt Kiel II; flachgedeckte Dreiflügelanlage in Skelettbauweise, westlicher Hauptflügel fünfgeschossig, östliche Trakte zwei- und dreigeschossig, Rasterfassade mit Ziegelverblendung - Begründung: geschichtlich, städtebaulich - Schutzumfang: gesamtes Objekt - Denkmaltyp: Bauliche Anlage, Sachgesamtheit: Universitätsklinikum Schleswig-Holstein | BW                               |
| 11894          | Michaelisstraße 5 (54° 19′ 51″ N, 10° 8′ 40″ O)                        | Alte Chirurgie                                                 | Alte Chirurgie; 1902-1904 von Georg Lohr; langgestreckte drei- und viergeschossige Dreiflügelanlage, Fassaden in Backstein mit mit Putzblenden-Gliederung unter Walmdach, Belebung der Fassade durch Risalite, Erker und Giebel - Begründung: geschichtlich, städtebaulich - Schutzumfang: gesamtes Äußeres - Denkmaltyp: Bauliche Anlage, Sachgesamtheit: Universitätsklinikum Schleswig-Holstein | Fotos hochladen                  |
| 11892          | Michaelisstraße 16 (54° 19′ 48″ N, 10° 8′ 40″ O)                       | Universitäts-Frauenklinik                                      | Universitäts-Frauenklinik, 1860–1862 von Hermann Georg Krüger; dreieinhalbgeschossiger gelber Backsteinbau unter Walmdach, Fassade durch gleichmäßige Rundbogenfenster sowie romanisierende Friese und Säulen bestimmt - Begründung: geschichtlich, künstlerisch - Schutzumfang: gesamtes Äußeres - Denkmaltyp: Bauliche Anlage, Sachgesamtheit: Universitätsklinikum Schleswig-Holstein | Fotos hochladen                  |
| 3239           | Moltkestraße 37–37a (54° 20′ 21″ N, 10° 8′ 42″ O)                      | Doppel-Wohnhaus                                                | Alteintragung (Aktualisierung vorgesehen) - Begründung: geschichtlich, künstlerisch - Schutzumfang: gesamtes Objekt - Denkmaltyp: Bauliche Anlage | Fotos hochladen                  |
| 22413          | Moltkestraße 46 (54° 20′ 24″ N, 10° 8′ 44″ O)                          | Einfamilienhaus mit Einliegerwohnungen                         | Alteintragung (Aktualisierung vorgesehen) - Begründung: geschichtlich, künstlerisch - Schutzumfang: gesamtes Objekt - Denkmaltyp: Bauliche Anlage | Fotos hochladen                  |
| 11880          | Moltkestraße 88 (54° 20′ 33″ N, 10° 8′ 50″ O)                          | Villa Hecht                                                    | Villa Hecht; 1932 von Heinrich Stav, Wiederherstellung 1950 durch Guido Widman; zweigeschossiger geweißter Backsteinbau unter ausgebautem auskragendem Walmdach, Mittelrisalit mit apsidialem Portal; terrassierte Außenanlagen mit axialer Treppe - Begründung: geschichtlich, künstlerisch, städtebaulich - Schutzumfang: Villa Hecht, Außenanlagen - Denkmaltyp: Bauliche Anlage | Fotos hochladen                  |
| 11867          | Niemannsweg (54° 20′ 54″ N, 10° 8′ 46″ O)                              | Diederichsenpark                                               | Diederichsenpark; 1865 als Villenpark angelegt, ab 1958 öffentliche Parkanlage; baumbestandene, zur Förde abfallende Grünanlage mit Aussichtsterrasse, zwei Gedenksteinen, Findling am Parkeingang und historischem Mauerzug - Begründung: geschichtlich, städtebaulich, Kulturlandschaft prägend - Schutzumfang: Diederichsenpark, Findling Parkeingang, Gedenkstein Thea Diederichsen, Gedenkstein Haus Forsteck, Fundament der Villa Forsteck, Aussichtsterrasse - Denkmaltyp: Gründenkmal | BW                               |
| 11965          | Niemannsweg 11–11a (54° 19′ 58″ N, 10° 8′ 35″ O)                       | ehem. Institut für Landwirtschaft                              | ehem. Landwirtschaftliches Institut; 1926–1927 von Georg Lohr; zweigeschossiger kastenförmiger Backsteinbau unter Mansarddach, genutetes Sockelgeschoss und rustizierte Lisenen, Rechteckportal in der nördlichen Mittelachse; Einfriedung - Begründung: geschichtlich, künstlerisch, städtebaulich - Schutzumfang: gesamtes Äußeres, Einfriedigung - Denkmaltyp: Bauliche Anlage, Sachgesamtheit: Universitätsklinikum Schleswig-Holstein | Fotos hochladen                  |
| 3214 Wikidata  | Niemannsweg 16 (54° 20′ 1″ N, 10° 8′ 41″ O)                            | Pauluskirche mit Ausstattung                                   | Pauluskirche, ehem. Garnisonkirche; 1879-1882 durch die Intendantur der Marinestation Ostsee (von Gotzkow / Gießel); neugotische Backsteinkirche in Form einer dreischiffigen kreuzrippengewölbten Hallenkirche mit Querschiff, polygonaler Ostapsis mit Kapellenkranz und Westturm; Ausstattung - Begründung: geschichtlich, künstlerisch, städtebaulich - Schutzumfang: gesamtes Objekt - Denkmaltyp: Bauliche Anlage, Sachgesamtheit: Pauluskirche | weitere Fotos \| Fotos hochladen |
| 11964          | Niemannsweg 18 (54° 20′ 3″ N, 10° 8′ 38″ O)                            | Wohnhaus                                                       | Wohnhaus; 1885 ausgeführt durch Baugeschäft Brandt; dreieinhalbgeschossiger Backsteinbau unter flachem Walmdach, Seitenrisalit unter Zeltdach, Fassade belebt durch Putzziergliederung - Begründung: geschichtlich, künstlerisch, städtebaulich - Schutzumfang: gesamtes Objekt - Denkmaltyp: Bauliche Anlage | BW                               |
| 50684          | Niemannsweg 20 (54° 20′ 3″ N, 10° 8′ 41″ O)                            | Einfriedung                                                    | Einfriedung; um 1886, schmiedeeisernes Gitter auf Bruchsteinsockel, die die Einfahrt flankierenden Pfeiler ebenfalls schmiedeeisern und mit Zierabschluss - Begründung: geschichtlich, künstlerisch - Schutzumfang: gesamtes Objekt - Denkmaltyp: Bauliche Anlage | BW                               |
| 11963          | Niemannsweg 41 (54° 20′ 7″ N, 10° 8′ 39″ O)                            | Villa                                                          | Alteintragung (Aktualisierung vorgesehen) - Begründung: künstlerisch, städtebaulich - Schutzumfang: gesamtes Objekt - Denkmaltyp: Bauliche Anlage | Fotos hochladen                  |
| 11962          | Niemannsweg 52 (54° 20′ 12″ N, 10° 8′ 50″ O)                           | Villa                                                          | Alteintragung (Aktualisierung vorgesehen) - Begründung: geschichtlich, künstlerisch, städtebaulich - Schutzumfang: Villa, Villengarten, Umfassungsmauer - Denkmaltyp: Bauliche Anlage | Fotos hochladen                  |
| 10554          | Niemannsweg 78 (54° 20′ 13″ N, 10° 8′ 54″ O)                           | Villa                                                          | Das Gebäude wird heute von der Hermann Ehlers Stiftung genutzt. Alteintragung (Aktualisierung vorgesehen) - Begründung: künstlerisch, städtebaulich - Schutzumfang: gesamtes Objekt - Denkmaltyp: Bauliche Anlage | Fotos hochladen                  |
| 11961          | Niemannsweg 90 (54° 20′ 16″ N, 10° 8′ 57″ O)                           | Villa                                                          | Alteintragung (Aktualisierung vorgesehen) - Begründung: geschichtlich, künstlerisch - Schutzumfang: gesamtes Objekt - Denkmaltyp: Bauliche Anlage | Fotos hochladen                  |
| 34200          | Niemannsweg 105 (54° 20′ 23″ N, 10° 9′ 2″ O)                           | schmiedeeisernes Gitter                                        | schmiedeeisernes Gitter auf niedrigem Sandsteinsockel als Grundstücks-Einfriedung; um 1897, Gitter durch florale Ranken und Zierknäufe belebt - Begründung: geschichtlich, künstlerisch - Schutzumfang: gesamtes Objekt - Denkmaltyp: Bauliche Anlage | BW                               |
| 11958          | Niemannsweg 113 (54° 20′ 26″ N, 10° 9′ 0″ O)                           | Wohnhaus                                                       | Wohnhaus; 1892 von Baumeister Schmidt; zweigeschossiger Gelbsteinbau, Zierelemente in Fachwerk und rotem Backstein, malerisch gegliederter Baukörper mit Satteldächern und Ecktürmchen, Einfriedung - Begründung: geschichtlich, städtebaulich - Schutzumfang: Wohnhaus, Einfriedung - Denkmaltyp: Bauliche Anlage | BW                               |
| 11957          | Niemannsweg 123 a (54° 20′ 31″ N, 10° 8′ 57″ O)                        | Villa                                                          | Villa; 1925 von Richard Janssen für den Margarinefabrikanten Seibel; eingeschossiger giebelständiger Backsteinbau unter ausgebautem Mansarddach, Front mit Sandsteinportal und Erkern; Landhausgarten mit Einfriedung - Begründung: geschichtlich, künstlerisch, städtebaulich - Schutzumfang: Villa, Landhausgarten, Einfriedung - Denkmaltyp: Bauliche Anlage | BW                               |
| 3244           | Niemannsweg 127 (54° 20′ 32″ N, 10° 8′ 56″ O)                          | Villa für Vizeadmiral Max Fischel                              | 1904–1905 von Architekt Richard Riemerschmid Alteintragung (Aktualisierung vorgesehen) - Begründung: geschichtlich, städtebaulich - Schutzumfang: gesamtes Objekt - Denkmaltyp: Bauliche Anlage | Fotos hochladen                  |
| 11956          | Niemannsweg 133 (54° 20′ 33″ N, 10° 8′ 55″ O)                          | Villa                                                          | Alteintragung (Aktualisierung vorgesehen) - Begründung: geschichtlich, künstlerisch - Schutzumfang: gesamtes Objekt - Denkmaltyp: Bauliche Anlage | Fotos hochladen                  |
| 11955          | Niemannsweg 137 (54° 20′ 34″ N, 10° 8′ 52″ O)                          | Villa                                                          | Villa; 1907 von Wilhelm Möller; zweigeschossiger kubischer Putzbau unter Mansarddach, neobarocke Fassade mit übergiebeltem Mittelrisalit, Standerker und Putzzierelementen - Begründung: geschichtlich, städtebaulich - Schutzumfang: gesamtes Äußeres und im Inneren die zentrale Halle - Denkmaltyp: Bauliche Anlage | BW                               |
| 46128          | Niemannsweg 147 (54° 20′ 35″ N, 10° 8′ 43″ O)                          | Hauptgebäude                                                   | Hauptgebäude; 1899-1901 von Georg Lohr und Baurat Brinckmann nach Vorentwurf von Georg Thür; zweigeschossiger Putzbau mit Ziegeldekor und Walmdach, im Innern aufwändiges Treppenhaus und -hallen, Flügelbauten des Haupthauses in der 2. Hälfte des 20. Jhdts. durch veränderte Neubauten ersetzt - Begründung: geschichtlich, wissenschaftlich, künstlerisch, städtebaulich - Schutzumfang: gesamtes Objekt - Denkmaltyp: Bauliche Anlage, Sachgesamtheit: Psychiatrische und Nervenklinik der Universität | BW                               |
| 34166          | Reventlouallee 2 (54° 20′ 5″ N, 10° 9′ 2″ O)                           | ehem. Marineintendantur (Finanzministerium)                    | Alteintragung (Aktualisierung vorgesehen) - Begründung: geschichtlich, künstlerisch, städtebaulich - Schutzumfang: Alteintragung (Aktualisierung vorgesehen) - Denkmaltyp: Bauliche Anlage | Fotos hochladen                  |
| 27318          | Reventlouallee 14–16 (54° 20′ 6″ N, 10° 8′ 53″ O)                      | ehem. Gemeindehaus                                             | Alteintragung (Aktualisierung vorgesehen) - Begründung: geschichtlich, künstlerisch - Schutzumfang: gesamtes Objekt - Denkmaltyp: Bauliche Anlage | Fotos hochladen                  |
| 23703          | Roonstraße 6 (54° 20′ 45″ N, 10° 8′ 54″ O)                             | Wohnhaus Roos                                                  | Wohnhaus Roos; 1953–1954 von Otto Schnittger; zweigeschossiger kubischer Putzbau unter Pultdach, Kernbau mit eingeschossigen polygonalen Anbauten mit Dachterrasse; Vorgarten - Begründung: geschichtlich, künstlerisch, städtebaulich - Schutzumfang: gesamtes Äußeres, Außenanlagen - Denkmaltyp: Bauliche Anlage | BW                               |
| 12090          | Roonstraße 9 (54° 20′ 46″ N, 10° 8′ 50″ O)                             | Villa Christiansen                                             | Villa Christiansen; 1907 von Hans Beissel; zweigeschossiger giebelständiger Putzbau über Backsteinsockel unter ausgebautem Satteldach, breite übergiebelte Front mit axialer Eingangsloggia mit Säulen, darüberliegende Fensterachse durch vorgeblendete Säulengliederung in Holz betont - Begründung: geschichtlich, künstlerisch - Schutzumfang: gesamtes Objekt - Denkmaltyp: Bauliche Anlage, Mehrheit von baulichen Anlagen: Villen Roonstraße | Fotos hochladen                  |
| 12089          | Roonstraße 11 (54° 20′ 47″ N, 10° 8′ 50″ O)                            | Villa                                                          | Villa; 1905 von Hans Schnittger; zweigeschossiger giebelständiger Putzbau unter ausgebautem Satteldach, breite Front durch malerisch gruppierte übergiebelte Risalite, Loggien und Erker gegliedert, am Hauptgiebel Fachwerkmotive - Begründung: geschichtlich, künstlerisch - Schutzumfang: gesamtes Objekt - Denkmaltyp: Bauliche Anlage, Mehrheit von baulichen Anlagen: Villen Roonstraße | Fotos hochladen                  |
| 10734          | Roonstraße 14 (54° 20′ 47″ N, 10° 8′ 53″ O)                            | Villa                                                          | Villa; 1905 von Hans Beissel; zweigeschossiger giebelständiger Putzbau über hohem Backsteinsockel unter ausgebautem Schopfwalmdach, in der linken Hausachse polygonaler Standerker mit darüberliegendem zwerchhausartigen Fachwerkaufbau über Konsolen - Begründung: geschichtlich, künstlerisch - Schutzumfang: gesamtes Objekt - Denkmaltyp: Bauliche Anlage, Mehrheit von baulichen Anlagen: Villen Roonstraße | Fotos hochladen                  |
| 12011          | Rosalind-Franklin-Straße 12 (54° 19′ 53″ N, 10° 8′ 31″ O)              | Medizinische Universitätsklinik                                | Medizinische Klinik, ehem. Garnisonlazarett; 1869–1872; Süd- und Ostflügel der ehem. Dreiflügelanlage aus gelbem Backstein, zweieinhalbgeschossig unter flachem Satteldach, Fassadengliederung durch gleichmäßige Rundbogenfenster und -friese - Begründung: geschichtlich, städtebaulich - Schutzumfang: gesamtes Äußeres - Denkmaltyp: Bauliche Anlage, Sachgesamtheit: Universitätsklinikum Schleswig-Holstein | Fotos hochladen                  |
| 1545 Wikidata  | Schloßgarten (54° 19′ 35″ N, 10° 8′ 40″ O)                             | Schlossgarten                                                  | Alteintragung (Aktualisierung vorgesehen) - Begründung: geschichtlich, städtebaulich - Schutzumfang: Schlossgarten, Schlossgartenallee, Platanenreihe Mittelstreifen Schlossgarten, Platanenreihe Mittelstreifen Prinzengarten - Denkmaltyp: Gründenkmal | weitere Fotos \| Fotos hochladen |
| 3170 Wikidata  | Schloßgarten (54° 19′ 33″ N, 10° 8′ 39″ O)                             | Kriegerdenkmal 1870/71                                         | Alteintragung (Aktualisierung vorgesehen) - Begründung: Alteintragung (Aktualisierung vorgesehen) - Schutzumfang: Alteintragung (Aktualisierung vorgesehen) - Denkmaltyp: Bauliche Anlage | weitere Fotos \| Fotos hochladen |
| 3172 Wikidata  | Schloßgarten (54° 19′ 35″ N, 10° 8′ 39″ O)                             | Denkmal für Kaiser Wilhelm I.                                  | Alteintragung (Aktualisierung vorgesehen) - Begründung: Alteintragung (Aktualisierung vorgesehen) - Schutzumfang: Alteintragung (Aktualisierung vorgesehen) - Denkmaltyp: Bauliche Anlage | weitere Fotos \| Fotos hochladen |
| 3176           | Schloßgarten (54° 19′ 41″ N, 10° 8′ 45″ O)                             | Gefallenen-Ehrenmal der CAU                                    | Alteintragung (Aktualisierung vorgesehen) - Begründung: Alteintragung (Aktualisierung vorgesehen) - Schutzumfang: Alteintragung (Aktualisierung vorgesehen) - Denkmaltyp: Bauliche Anlage | weitere Fotos \| Fotos hochladen |
| 11922          | Schwanenweg 10 [recte: 24; UKSH Haus S1] (54° 19′ 54″ N, 10° 8′ 50″ O) | Villa                                                          | Villa; 1884 von L. Haack; zweigeschossiger traufständiger Backsteinbau mit übergiebeltem Seitenrisalit, romanisierende und gotisierende Blendengliederung über Säulen, jüngerer Wintergarten; Bruchstein-Einfriedung - Begründung: geschichtlich, städtebaulich - Schutzumfang: Villa, Einfriedungsmauer - Denkmaltyp: Bauliche Anlage | weitere Fotos \| Fotos hochladen |
| 11244          | Schwanenweg 13 (54° 19′ 52″ N, 10° 8′ 47″ O)                           | ehem. Wohngebäude des Garten-Oberinspektors                    | Alteintragung (Aktualisierung vorgesehen) - Begründung: geschichtlich, wissenschaftlich, künstlerisch, städtebaulich - Schutzumfang: Alteintragung (Aktualisierung vorgesehen) - Denkmaltyp: Bauliche Anlage | Fotos hochladen                  |
| 8500           | Sternwartenweg 5 (54° 20′ 30″ N, 10° 8′ 53″ O)                         | ehem. Sternwarte                                               | Alteintragung (Aktualisierung vorgesehen) - Begründung: - Schutzumfang: Alteintragung (Aktualisierung vorgesehen) - Denkmaltyp: Bauliche Anlage | Fotos hochladen                  |
| 10776          | Weserfahrt (54° 20′ 15″ N, 10° 8′ 47″ O)                               | Kastanienallee                                                 | Alteintragung (Aktualisierung vorgesehen) - Begründung: geschichtlich, künstlerisch, städtebaulich - Schutzumfang: Kastanienallee, Spielplatz - Denkmaltyp: Gründenkmal | Fotos hochladen                  |

## Quelle
- Liste der Kulturdenkmale in Schleswig-Holstein – Landeshauptstadt Kiel (PDF)

- Karte mit allen Koordinaten:
- OSM |
- WikiMap